# Кайла Коул
Кайла Коул (на английски: Kyla Cole) е артистичен псевдоним на словашката порнографска актриса, еротичен модел и телевизионен водещ Мартина Яцова (на словашки: Martina Jacová), родена на 10 ноември 1978 г. в село Островани, Прешовски край, Чехословакия, днешна Словакия.

## Награди
- 1999: Мис Монтичело състезание с двуколки – Ню Йорк, САЩ.
- 2000: Пентхаус любимец на месец март.
- 2000: Мис Хавайски тропик.
- 2000: Участва във фотосесията Олимпийски игри на списание Плейбой.
- 2001: Мис мокра фланелка – Радио Кис Морава, Словакия.
- 2002: Момиче на корицата за месец септември на чешкото издание на Плейбой.